# Bachia oxyrhina
Bachia oxyrhina (гостроноса бахія) — вид ящірок родини гімнофтальмових (Gymnophthalmidae). Ендемік Бразилії.

## Поширення і екологія
Гостроносі бахії мешкають в регіоні Жалапан на сході штату Токантінс. Вони живуть в сухих саванах серрадо.